# Cremona
 For alternative betydninger, se Cremona (flertydig). (Se også artikler, som begynder med Cremona)
Cremona er en by og kommune i Norditalien med 70.637(2023) indbyggere. Byen er hovedstad i provinsen Cremona og beliggende i regionen Lombardiet, hvor bifloden Adda løber ud i Po. 
Stradivarius-violinerne blev bygget i byen. 

## Venskabsbyer
Cremona er venskabsby med:
- Alaquàs, Spanien
- Krasnojarsk, Rusland